# Václav Trojan
Václav Trojan (Plzeň, 24 april 1907 – Praag, 5 juli 1983) was een Tsjechisch componist en dirigent.

## Leven
Trojan studeerde van 1923 tot 1927 aan het Praags Conservatorium. Hij studeerde orgel bij Bedřich Antonín Wiedermann, dirigeren bij Otakar Ostrčil en Pavel Dědecěk en compositie bij Jaroslav Křička. In de volgende twee jaren studeerde hij compositie in de meesterklas van Vítězslav Novák en eveneens in een cursus van Alois Hába, waar hij met de kwarttoonmuziek vertrouwd werd.
Nadat hij in 1929 afgestudeerd was, werd hij freelancemusicus en -leraar voor piano en viool, verzorgde enige optredens als violist en was verder bezig als corepetitor. Hij speelde soms ook bij dansmuziekensembles mee. Zijn jazzcomposities werden in de omroep uitgevoerd door het orkest van Ervín Schulhoff en werkte ook met Mila Mellanovas kinder theater, waar hij ook bekend werd met de librettist van zijn latere kinderopera Kolotoč.
Van 1937 tot 1945 werkte hij bij de Tsjechoslowaakse omroep als muziekdirecteur en programmamanager. Deze positie bracht hem de nodige financiële zekerheid en ook stimulaties voor zijn compositorisch werk. Hij had een uitgebreide relatie met de Tsjechische volksmuziek en die verwerkte hij in zijn blazerskwintet op thema's uit de Tsjechische folklore, maar ook in zijn gehele oeuvre. In de jaren 1940 werkte hij met de producent Jiři Frejka samen en heeft met hem verschillende toneelwerken voor het Nationaal Theater (Tsjechisch: Národní divadlo) en het Divadlo Urania (Theater Urania) geprepareerd. In de jaren 1950 schreef hij werken voor het toneel die gebaseerd waren op de voor-Smetana traditie van het Tsjechische nationale herlevingsbeweging die grote populariteit won met Paní Marjánka, Matka pluku (Moeder van het Regiment) en Pivovar v Sojkově (De brouwerij te Sojkově) enzovoort.
Als componist won hij een groot aantal prijzen en onderscheidingen, onder ander een speciale prijs CIDALC te Valencia, Spanje (1962), de nationale film prijs van Tsjechoslowakije (1950), de Mercurio d'Oro en een zilver medaille CIDALC Valencia (1962). Bekende werken zijn de neoklassieke Sinfonietta armoniosa, het avondvullende scenische gedicht The Golden gate, dit was een opdracht van het Statelijke Tsjechoslowakische ensemble voor liederen en dansen, en de balletpantomime Sen noci svatojánské (A Midsummer Night's Dream).

## Composities

### Werken voor orkest
- 1936 rev.1971 Humoristische variaties op een thema uit de "Frühlingslieder" van Felix Mendelssohn Bartholdy
- 1939 Kolotoč, suite uit de opera
- 1940 Tarantella
- 1946 Fairy-tale
- 1950 Císařův slavík, suite uit de filmmuziek
- 1957 Tarantella di Taranto
- 1959 Pohádky, voor accordeon en orkest
- 1959 Sen noci svatojánské (A Midsummer Night's Dream), ouverture
- 1965 Tarantella di Taranto
- 1969 České a slovenské lidove písně
- 1970 Sinfonietta armoniosa, voor kamerorkest
- 1972 Poetická suita (Poëtische suite)
- 1972 Shakespearův úsměv (Shakespeare's grimlag), zes scènes geïnspireerd van Shakespeares komedies voor groot orkest
- 1977 Concertino, voor trompet solo en klein orkest
- 1982 Sen noci svatojánské (A Midsummer Night' s Dream), suite uit de ballet pantomime
- Koncert (Concert), voor trompet en orkest
- Měsíce, georkestreerd karakteristiek werk van Pjotr Iljitsj Tsjaikovski voor piano
- Pivovar v Sojkově, ouverture voor orkest
- Poslední růže od Casanovy
- Rejdovačka, polka
- Sil jsem proso ..., pastorela voor viool en orkest
- Skočná
- Suita z hudby k filmu

### Werken voor harmonieorkest
- 1956-1957 Processie door het oude Praag, voor koperblazers en pauken
- 1974 Čtyři karikatury s jednou navíc (4 karikaturen), voor groot harmonieorkest en piano
- At the Twilight, voor groot harmonieorkest
- La lumia, paso doble voor groot harmonieorkest
- Pačejovská sousedská z Pošumaví, Poštmistrovská polka, voor groot harmonieorkest
- Skočná
- Victory March from the film Princ Bajaja
- Žabák, voor trombone solo en harmonieorkest

### Cantates
- 1936 Naše vlast v písni a tanci (Ons land in liederen en dansen), cantate voor solisten, gemengd koor en orkest
- 1938 Humour in Folk Song, cantate voor tenor, bariton, kinderkoor en orkest
- 1955 Malá jazzová cantate voor solisten, gemengd koor en jazzorkest – tekst: Jan Werich
- 1971 Military Song, kleine cantate op woorden van Ladislav Dvorsky voor kinderkoor, solisten en kamerorkest
- 1977 Pohádka, cantate voor bas solo, fluit, hobo, klarinet, viool, gitaar, piano, celesta, accordeon en slagwerk

### Toneelwerken

#### Opera
- 1936-1939 Kolotoč, opera, 6 schilderijen, voor grote en kleine kinderen – libretto: Marie Charousová-Gardavská

#### Operette
- 1951 Paní Marjánka, Matka Pluku (Moeder van het Regiment)
- Pivovar v Sojkově (De brouwerij te Sojkově)

#### Ballet
- 1982 Sen noci svatojánské (A Midsummer Night' s dream), ballet pantomime
  1. The Duel (Lysander and Demetrius)
  2. The Wedding (Theseus and Hippolyta)
  3. Lullaby (Titania and the Elves)
  4. The Play of Pyramus and Thisbe:
  5. Introduction
  6. Pyramus' Aria
  7. Thisbe's Aria
  8. Dance of the Craftsmen – Bergamasque
- 1986 Princ Bajaja (Prins Bajaja), sprookjesballet (voltooid door Jan Klusak)

#### Scenisch gedicht
- 1971-1973 The Golden Gate, twee bewegingen, een avondvullend scenisch gedicht voor solisten, ensembles en orkest naar populaire motieven uit het libretto van Karel Plicka

### Kamermuziek
- 1927 Passionato, voor twee violen, altviool en twee cello's
- 1937 Dechový kvintet na témata lidových písní (Blazerskwintet op Tsjechische folklore)
- 1944 Variaties uit het strijkkwaret "The famous Monologues by Mosna"
- 1957 Variace, naar een thema van Leopold Koželuh, voor blazerskwintet
- 1971 6 Chants populaires, voor strijkkwartet
- 1967 Prins Bajaja, sprookjessuite voor viool, gitaar en accordeon
- 1969 Císařův slavík, suite uit de filmmuziek voor viool, gitaar en accordeon
- 1970 Lidové písně z Cech, Moravy a Slovenska (Folk Songs uit Bohemen, Moravië en Slowakije), voor viool, gitaar en accordeon
- 1970 Slavík a smrt uit de filmmuziek tot «Císařův slavík», voor viool en piano
- 1974 Dva ricercari, voor twee fluiten
- 1977 Divertimento, voor blazerskwintet
- 1977 Nonetto favoloso op "On the Gallant Knight Bayaya", voor fluit, klarinet, althobo, viool, altviool, cello en contrabas
- 1979 Nonetto favoloso op "The valiant knight Bajaja", nonet voor houtblazers en strijkers
- 13 lidových písní, voor viool, gitaar en accordeon
- Slavík a smrt uit de filmmuziek tot «Císařův slavík», voor strijkkwartet
- Slavíkův koncert, voor viool en piano
- Šest lidových písní českých, voor strijkkwartet

### Werken voor koor
- 1936 Dětské hry, suite voor kinderkoor en orkest
- 1947 Vlak, voor kinderkoor
- 1968 Špalíček, suite voor kinderkoor en piano
- 1971 Jsem píseň Tvá, voor gemengd koor en orkest
- 1978 Sezské zpěvanky, voor vrouwenkoor en piano
- 1978 Tři české a čtyři moravské písně, voor vrouwen- en mannenkamerkoor met begeleiding van fluit, triangel en tamboerijn
- 1982 Devět českých lidove písní, voor vrouwenkoor
- Čí jsou to koníčky, voor kinderkoor
- Pět písní, voor vrouwenkoor
- Srbecké skály, Hymne op feestelijke Slavisch Servische banden, voor meisjes- en kinderkoor, 3 trompetten, kleine trom en strijkers
- Šla Nanynka do zelí, voor kinderkoor

### Vocale muziek en liederen
- 1936 Knoflík a kopretina, voor tenor en blazerskwintet
- 1940 Z Čech do Moravy, voor solisten, gemengd koor en orkest
- 1940 Vánoční písně, voor solisten, gemengd koor, orkest en orgel
- 1942 Lidové písně z Plzeňska, voor tenor en blazerskwintet
- 1943 Broučci, voor solozang
- 1966 České pastorely, voor kinder- (of vrouwen)koor, solisten met begeleiding van twee accordeons en slagwerk instrumenten (ad lib.) of piano
- 1967 České a slovenské lidové písně, voor zang en piano
- 1973 Zlatá brána II.díl - Léto, voor solisten, gemengd koor en orkest
- 1973 Zlatá brána III.díl - Podzim, voor solisten, gemengd koor en orkest
- 1976 Rozpustilá abeceda, lied voor kinderen en piano op teksten van Vaclav Fischer
- Betlém uit de filmmuziek tot "Spalicek", voor solisten en kinderkoor
- Koledy vánoční, voor sopraan, gemengd koor, kinderkoor, blazerskwintet en orgel
- Láska a sen, voor solozang en piano

### Werken voor orgel
- Fuga a 4 voci
- Praeludium

### Werken voor piano
- České vánoce
- Pražské zvony
- Za svítání

### Werken voor accordeon
- 1958 Zřícená katedrála – The Ruined Cathedral (ter nagedachtenis aan de "Frauenkirche" te Dresden, die tijdens de Tweede Wereldoorlog vernietigd werd)
- 1959 Pohádky, voor accordeon en orkest
- 1960 Slepičí polka, voor accordeon
- 1960 The Chicken Polka, voor accordeon
- 1965 Tarantella v úpravě, voor twee accordeons
- 1973 Lidové písně a koledy, voor accordeon
- Pasování na myslivce, polka voor twee accordeons
- Tarantella

### Filmmuziek
- 1945 Zasadil dedek repu
- 1946 Zvírátka a petrovstí
- 1947 Spalicek
- 1949 Román s basou (Story of the Bass Cello)
- 1949 Cisaruv slavík (The Emperor's Nightingale)
- 1949 Certuv mlýn
- 1953 Staré povesti ceské
- 1955 Osudy dobreho vojaka Svejka
- 1959 Sen noci svatojanske (A Midsummer Night's Dream)
- 1966 Poslední ruze od Casanovy

## Publicaties
- Vladimír Bor en Štěpán Lucký: Trojan – Filmová hudba, Praha, SNKLHU 1958. 169 p.
- Jan Vičar: Václav Trojan, Panton, 1989.
- Antonín Matzner en Jiří Pilka: Česká filmová hudba, Dauphin, 2002.
- Jiří Pilka en Václav Trojan: Československý hudební slovník, Praha, 1965.
- Jan Vičar: Václav Trojan, Praha. 1989.